# Echthrogaleus disciarai
Echthrogaleus disciarai is een eenoogkreeftjessoort uit de familie van de Pandaridae. De wetenschappelijke naam van de soort is voor het eerst geldig gepubliceerd in 1987 door Benz & Deets.